# Viola crassa
Viola crassa är en violväxtart som först beskrevs av Tomitaro Makino, och fick sitt nu gällande namn av Tomitaro Makino. Viola crassa ingår i släktet violer, och familjen violväxter. Inga underarter finns listade i Catalogue of Life.

## Bildgalleri

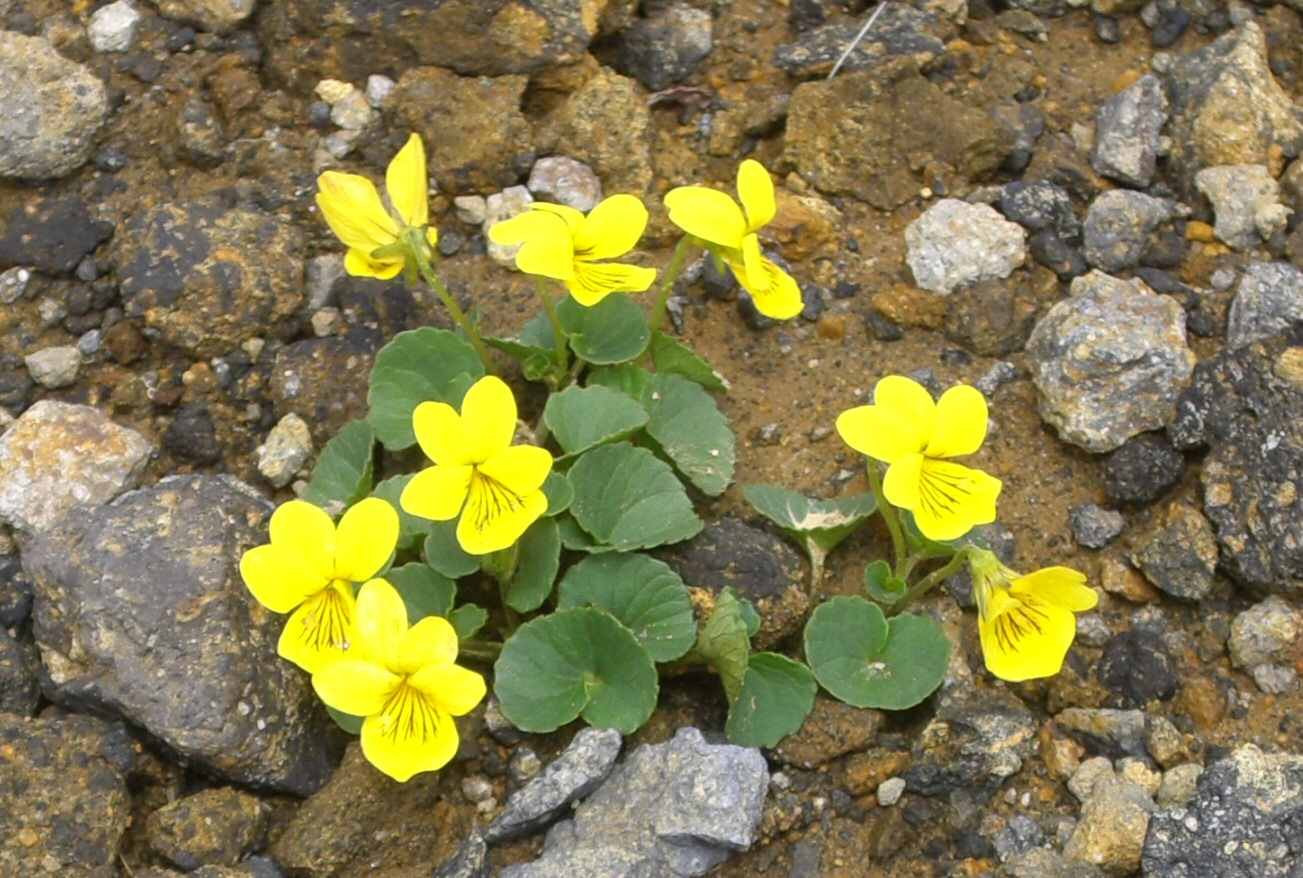
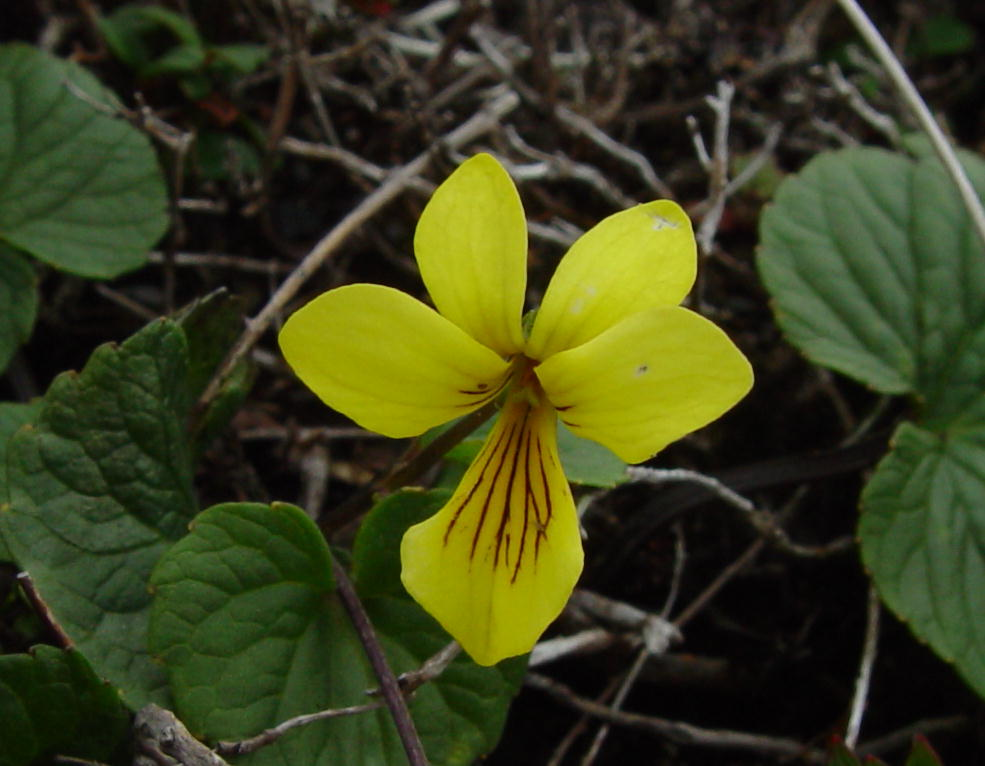
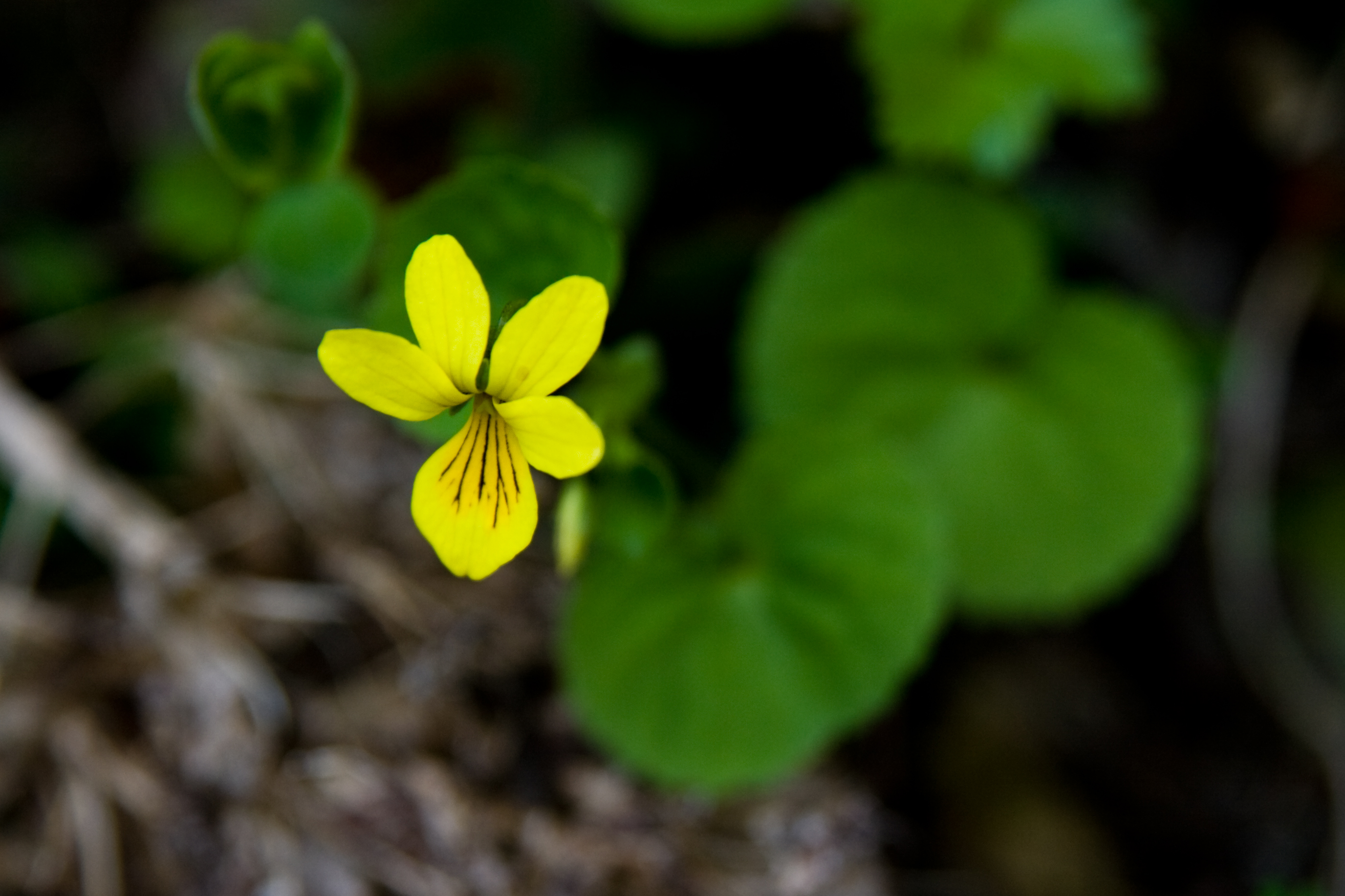